# Mac OS X Server 1.0
Mac OS X Server 1.0 – pierwsza dostępna w sprzedaży wersja systemu OS X, różniąca się dość znacznie od jego późniejszych wersji. System jest swoistą hybrydą systemu NeXTStep i klasycznych systemów Mac OS. System nie zawiera interfejsu Aqua i Docka, używając wyglądu Apple Platinum zapożyczonego z Mac OS 8, jednak sposób zarządzania plikami jest taki, jak w systemie NeXTStep. Do wyświetlania grafiki system używa odziedziczonego po NeXTStep systemu „Display PostScript”, w następnych wersjach zastąpionego przez „Display PDF”. Do uruchamiania aplikacji starszych systemów Mac OS służy „Blue Box”, otwierający własne okno i bazujący na Mac OS 8.5.1.